# Cayuga (Dakota do Norte)
Cayuga é uma cidade localizada no estado norte-americano de Dacota do Norte, no Condado de Sargent.

## Demografia
Segundo o censo norte-americano de 2000, a sua população era de 61 habitantes.
Em 2006, foi estimada uma população de 58, um decréscimo de 3 (-4.9%).

## Geografia
De acordo com o United States Census Bureau tem uma área de
2,6 km², dos quais 2,6 km² cobertos por terra e 0,0 km² cobertos por água. Cayuga localiza-se a aproximadamente 345 m acima do nível do mar.

## Localidades na vizinhança
O diagrama seguinte representa as localidades num raio de 24 km ao redor de Cayuga.